# Шерман, Фредерик Карл
Фредерик Карл Шерман (англ. Frederick Carl Sherman; 27 мая 1888, Порт-Гурон, Мичиган — 27 июля 1957, Сан-Диего, Калифорния) — американский адмирал периода Второй мировой войны, командовал авианосцем «Лексингтон» в начальный период войны на Тихом океане, позже авианосными соединениями американского флота. После окончания войны написал воспоминания о прошедшей войне.